# Hiroto Mogi
Hiroto Mogi (Fukushima, 2 maart 1984) is een Japans voetballer (aanvaller) die sinds 2006 voor de Japanse eersteklasser Vissel Kobe uitkomt. Daarvoor speelde hij voor Sanfrecce Hiroshima.